# Ниниан
Свято́й Нинниа́н (англ. Saint Ninnian; родился около 360 года — умер около 432 года) — первый, прибывший в Шотландию, христианский епископ (в 397 году).

## Биография
Достоверных сведений о его жизни, дате и месте рождения практически не сохранилось. По преданию, Св. Ниниан появился на свет в Камбрии. Будучи юношей, он отправился в Рим, чтобы постичь там основы христианского учения. В Риме он был посвящён в сан епископа, а затем получил от римского папы Сириция задание обратить в христианство языческие племена пиктов.

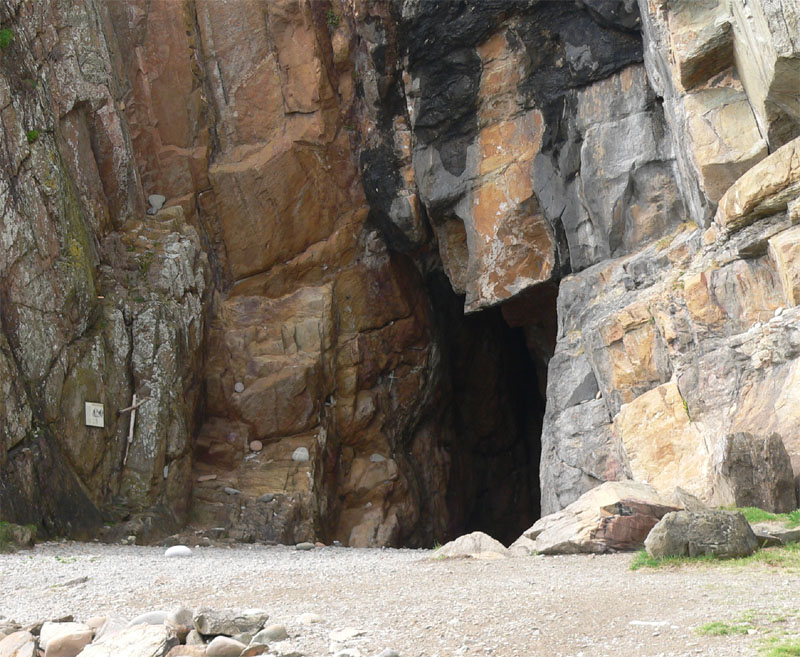
Вход в пещеру св. Нинина

Беда Достопочтенный повествует о том, что в 397 году Св. Ниниан прибыл в Уитхорн, поселение на юго-западе Шотландии, заложил там каменную церковь, названную Candida Casa — то есть Белый дом — и приступил к миссионерской деятельности среди племён бриттов. Затем он отправился на север, где начал проповедовать христианство на южных территориях пиктов. Считается, что в своих миссионерских странствиях Св. Ниниан добрался до Шетлендских островов и Ирландии, в которой крестил местное население.
В 2001 году учёные университета Глазго выдвинули предположение, что, на самом деле, Св. Ниниан — это тот же человек, что и святой Финниан, наставник Св. Колумбы, а его появление в качестве самостоятельного исторического персонажа является следствием грамматической ошибки, допущенной средневековыми переписчиками.
Около 432 года, времени смерти св. Ниниана, в Ирландию возвратился из рабства святой Патрик, уже ставший священником. Неизвестно, встречались ли эти люди друг с другом, но миссия Патрика словно бы продолжила проповеднический путь святого Ниниана по христианизации Британии. Преемником же святого Патрика, в свою очередь, станет святой Колумба.
Святые Ниниан, Патрик и Колумба — три величайших религиозных проповедника Северо-Западной Европы V—VI веков.